# Юліян Криницький
Юліян Ріттер фон Криницький (нім. Julian Ritter von Krynicki; 15 березня 1829, Жовтанці — 2 лютого 1907, там само) — австрійський військовик українського походження, генерал-майор, фельдмаршал-лейтенант австро-угорської армії.

## Життєпис
Юліян Криницький народився 15 березня 1829 року в селі Жовтанці (нині Львівський район Львівської області) в сім'ї греко-католицького священика Петра Криницького і його дружини Катерини з дому Кавецька. Його старшим братом був Лук'ян Криницький (1827—1903), правник і громадський діяч, його стрий — о. Онуфрій Криницький (1791—1867), доктор богослов'я, професор і ректор Львівського університету.
Закінчив інженерний факультет Ягеллонського університету. Офіцер інженерних військ, у 1852 році був підпоручником гарнізону м. Оломоуць, з 1856 року — у Кракові, а 1859 року відряджений до Генерального штабу армії у Львові.
У 1866 році під час Австро-прусської війни майор Юліян Криницький воював в Італії (т. зв. Третя війна за незалежність Італії). Командував штурмовим відділом 8-ї дивізії генерала Франца Куна фон Куненфельда, яка воювала в Трентіно проти італійського добровольчого корпусу Джузеппе Гарібальді. 21 липня під час битви біля Беццекки він сформував зі своїми військами праве крило штурмового відділу генерала Бруно фон Монлюісанта: він атакував війська Гарібальді, вигнавши їх із села Беццекка, відкинувши наступ до Форначі дель ріо Захер у напрямку Тіарно-ді-Сотто, де сам Гарібальді був мішенню своїх людей. Відкинутий артилерією майора Ораціо Дольотті та атакою 9-го полку Менотті Гарібальді, Криницький був змушений відступити до Валле ді Кончеї.
Відряджений до Штабу армійського корпусу у Відні, у 1871 році був підвищений до звання підполковника в 15-му піхотному полку в Тернополі.
З 1873 по 1876 рік обіймав посаду начальника штабу Військового командування у Львові.
З 26 лютого 1876 року та 7 березня 1878 року полковник Юліян Криницький обіймав посаду командира 30-го піхотного полку, дислокованого в Галичині.
15 вересня 1878 (6 жовтня 1878), отримавши звання генерал-майора, був призначений командувачем 37-ї піхотної бригади у Пльзені.
У 1883 році вийшов на пенсію. 1 листопада 1883 року отримав звання фельдмаршала-лейтенанта. Помер 2 лютого 1907 року в с. Жовтанці.

## Нагороди
- Хрест «За військові заслуги»[4] (Тироль 1866)
- Медаль «За військові заслуги»[4]
- Військова медаль[4]
- Пам'ятна медаль «За народну оборону Тіроля в 1866 р.»[4]
- Ювілейна пам'ятна медаль 1898[4]
- Хрест «За вислугу років» 3-го класу[4]